# Carlos Alberto Parreira
Carlos Alberto Gomes Parreira (Rio de Janeiro, 27 de fevereiro de 1943) é um ex-treinador de futebol brasileiro que participou de Copas do Mundo FIFA por cinco Seleções diferentes (Arábia Saudita, Brasil, Emirados Árabes, Kuwait e África do Sul), sendo também o técnico brasileiro que mais dirigiu Seleções de outros países: seis ao todo, em dez passagens.
É conhecido mundial e nacionalmente pelas conquistas da Copa do Mundo de 1994, da Copa da Ásia de 1980, da Copa América de 2004, da Copa das Confederações de 2005, do Campeonato Brasileiro de 1984, com o Fluminense, e da Copa do Brasil de 2002, com o Corinthians, entre outros títulos nacionais e internacionais conquistados em clubes brasileiros e estrangeiros, como também em Seleções de outros países.
Em abril de 2020, o portal ge realizou uma votação online para escolher o melhor técnico da história do Fluminense, oferecendo seis opções; com 32,39% dos votos, Parreira foi o vencedor.

## Carreira
Formado em educação física pela Escola Nacional de Educação Física e Desportos, no Rio de Janeiro, em 1966, começou sua carreira como Preparador Físico do São Cristóvão de Futebol e Regatas. Logo em 1967 foi convidado pelo governo de Gana para ser o treinador da Seleção Ganesa, onde permaneceu até 1969, quando voltou ao Brasil para trabalhar no Vasco da Gama. Foi um dos preparadores físicos da Seleção Brasileira na Copa do Mundo FIFA de 1970, quando a Seleção conquistou o tricampeonato mundial. Como técnico, Parreira trabalhou em uma série de clubes pelo Brasil e pelo mundo. Suas passagens mais marcantes foram no Fluminense (seu time do coração), em 1984, quando o clube conquistou seu segundo título do Campeonato Brasileiro e em 1999, quando ajudou na recuperação do clube com a conquista da Série C do Campeonato Brasileiro. Além do clube carioca, Parreira também fez história no Corinthians em 2002, quando foi campeão da Copa do Brasil e da última edição do Torneio Rio–São Paulo, e no Bragantino, levando o modesto clube do interior paulista à final do Campeonato Brasileiro de 1991, perdida para o São Paulo de Telê Santana.
Ao todo, integrou a comissão técnica de sete clubes brasileiros, boa parte do tempo no Rio de Janeiro. Mesmo com passagens vitoriosas por essas equipes, foi após a conquista da Copa do Mundo FIFA de 1994, com a Seleção Brasileira, que Parreira obteve reconhecimento e prestígio internacionais, que renderam-lhe diversos convites e propostas de trabalho no exterior, abrindo portas num mercado até então muito pouco explorado. E foi aí que sua carreira decolou. Comandou Valencia (Espanha), Fenerbahçe (Turquia) e New York Red Bulls na então recém-criada Major League Soccer.
Mas o maior sucesso foi com seleções nacionais. Conquistou vários torneios asiáticos com as Seleções do Kuwait e da Arábia Saudita, além da Copa América de 2004 e a Copa do Mundo de 1994 pela Seleção Brasileira. Atingiu ainda a notável façanha de classificar cinco seleções nacionais diferentes e disputar seis Copas do Mundo: Kuwait em 1982, Emirados Árabes em 1990, Brasil em 1994 e 2006, Arábia Saudita em 1998 e África do Sul em 2010, igualando assim o recorde anterior — já que Bora Milutinović levou cinco países à competição. Esses resultados são considerados bastante expressivos para um profissional até hoje bastante contestado pelos críticos do esporte e, principalmente, pela exigente torcida brasileira.
Muitos faziam reservas ao estilo mais cauteloso e burocrático de Parreira, além de tê-lo considerado excessivamente teórico e esquemático. Há os que defendem que as equipes de Parreira frequentemente eram caracterizadas pelo bom toque de bola e pelo envolvimento do adversário em seu jogo. Inspirado no lema de Sepp Herberger (antigo treinador alemão) que diz que futebol é atacar e defender com a máxima eficiência, Parreira ficou conhecido pela frase "O gol é apenas um detalhe", mostrando a intensa visão do jogo defensivo.
Após o sucesso de sua passagem pelo Corinthians em 2002, Parreira voltou a Seleção Brasileira em 2003 para substituir Luiz Felipe Scolari, que havia conquistado o penta. O treinador reestreou pela Amarelinha em um empate por 0–0 contra a China, no Estádio Olímpico de Guangdong. Sua reestreia de forma oficial foi em uma vitória por 2–1 diante da Colômbia, no Estádio Metropolitano Roberto Meléndez, em jogo válido pelas Eliminatórias da Copa do Mundo de 2006. Nessa passagem, foi campeão da Copa América de 2004 e da Copa das Confederações de 2005, mas o Brasil não foi bem na Copa do Mundo FIFA de 2006, exibindo um futebol aquém das expectativas criadas. Por conta disso, Parreira foi demitido no dia 1 de julho, após a derrota por 1–0 para a França, no Deutsche Bank Park, válida pelas quartas de final do Mundial realizado na Alemanha.
Até 17 de abril de 2008, Parreira comandou a Seleção da África do Sul, então anfitriã da próxima Copa do Mundo FIFA. Entretanto, alegando problemas particulares, o treinador deixou a Seleção Sul-Africana sem obter resultados satisfatórios. Em seu lugar, assumiu o também brasileiro Joel Santana, recém saído do Flamengo. No dia 6 de março de 2009, Parreira acertou sua volta ao Fluminense (seu clube de coração), após a saída de René Simões. No entanto, em 13 de julho do mesmo ano, foi demitido por conta dos resultados inconsistentes no Campeonato Brasileiro.
Em 23 de outubro de 2009, após a demissão de Joel Santana, Parreira voltou ao cargo de treinador da África do Sul. O treinador permaneceu até o encerramento da participação daquela Seleção na Copa do Mundo de 2010. A vitória por 2–1 sobre a França foi a primeira do treinador conseguida em Copas do Mundo dirigindo Seleções que não a Brasileira.
No dia 22 de dezembro de 2010, anunciou sua aposentadoria como técnico. Quase dois anos depois, com o retorno de Felipão ao comando da Seleção Brasileira, Parreira assumiu a função de coordenador técnico em novembro de 2012.
Após a goleada sofrida por 7–1 para a Alemanha na Copa do Mundo FIFA de 2014, Parreira se aposentou do futebol.

## Desempenho em Copas do Mundo

### 1982
A estreia de Parreira como treinador de seleções em Copas do Mundo FIFA ocorreu em 1982, quando o torneio foi disputado na Espanha e vencida pela Itália. Na ocasião, o brasileiro era o técnico do Kuwait. Para seu azar, a equipe caiu no Grupo D, juntamente com Inglaterra, França e Checoslováquia. Após um empate por 1–1 contra os tchecos na estreia, os asiáticos sofreram duas derrotas (4–1 para os franceses e 1–0 para o English Team) e deram adeus ao mundial, na última colocação do grupo, com apenas um ponto. Parreira ainda ficaria mais um ano como treinador do Kuwait, vindo a assumir o comando dos Emirados Árabes Unidos em 1985, mas não tendo sucesso para chegar à Copa do Mundo de 1986.

### 1990
Quatro anos após o insucesso das eliminatórias da Copa do Mundo FIFA de 1986, Parreira reassumiria os Emirados Árabes Unidos para disputar a Copa do Mundo FIFA de 1990, na Itália, a primeira da equipe asiática. O torneio não deixa boas recordações: eliminação na primeira fase, com três derrotas e 11 gols sofridos. A equipe de Parreira até vendeu caro a derrota por 2–0 para a Colômbia na estreia, mas depois foi presa fácil para Alemanha Ocidental (5–1) e Iugoslávia (4–1) e deu adeus ao mundial como a pior equipe da competição.

### 1994
Mais experiente em Copas, Parreira comandou o grupo que se classificou e venceu a Copa do Mundo FIFA de 1994, vinte e quatro anos depois da última conquista mundial canarinho. Romário, convocado apenas após imensa mobilização popular, recebeu a Bola de Ouro do torneio, além de posteriormente ter sido eleito pela FIFA o melhor jogador do mundo. Embora seja notável e imprescindível a participação do treinador, muitos até hoje afirmam que talvez a Seleção nem se classificasse se não fosse a presença do "Baixinho". Foi a teimosia de Parreira, que demorou a convocar o jogador, que diminuiu muito sua aceitação perante a torcida. Tal atitude chegou a gerar protestos e muitos chegaram a solicitar a volta de Telê Santana no comando, mesmo às vésperas do Mundial.

### 1998
Campeão mundial no torneio anterior, Parreira foi contratado para comandar a Arábia Saudita na Copa do Mundo FIFA de 1998, na França. A equipe, porém, perdeu seus dois primeiros jogos (1–0 para a Dinamarca e 4–0 para os anfitriões), e os dirigentes sequer esperaram o terceiro jogo para demitir o técnico brasileiro. Parreira não estava mais no banco quando os árabes arrancaram um empate de 2–2 contra a África do Sul, fazendo seu único ponto no torneio e saindo como lanterna do Grupo C.

### 2006
Após a eliminação do Brasil nas quartas de final da Copa do Mundo FIFA de 2006, Parreira foi fortemente criticado pela apatia e demora nas substituições, sendo assim demitido. Críticos argumentaram que ele tinha nas suas mãos um dos maiores selecionados brasileiros de todos os tempos, mas não conseguiu fazê-los jogar convincentemente, mesmo tendo feito isto nos quatro anos anteriores, ganhando diversos títulos e mantendo o Brasil no primeiro lugar no Ranking da FIFA. Após perder a Copa do Mundo, foi alvo de críticas por manter como titulares jogadores veteranos, já longe do auge de suas formas, como Cafu, Roberto Carlos e Ronaldo. Parreira chegou a dizer em um programa na televisão que a derrota para a França na Copa de 2006 foi, para ele, a maior decepção de sua carreira, maior até do que o 7–1 na Copa do Mundo FIFA de 2014.

### 2010
Parreira disputaria sua última Copa do Mundo como treinador em 2010, na África do Sul, comandando a seleção anfitriã. Embalada pelos torcedores, com suas vuvuzelas nas arquibancadas, os africanos quase venceram o México na estreia, mas cederam o empate em 1–1 nos minutos finais. No segundo jogo, veio a ducha de água fria: derrota por 3–0 para o Uruguai, equipe que viria a se sagrar quarta colocada no Mundial. Nem mesmo a grande atuação na vitória por 2–1 diante da atual vice-campeã França foi suficiente: a África do Sul terminou a primeira fase empatada com o México em número de pontos, perdendo no critério saldo de gols e sendo eliminada do torneio.

### 2014
Com a demissão de Mano Menezes do cargo de treinador da Seleção Brasileira após o último jogo do ano de 2012 (a conquista do Superclássico das Américas contra a Argentina em Buenos Aires), a CBF contratou o pentacampeão de 2002, Luiz Felipe Scolari, para o seu lugar. A condição imposta por Felipão para aceitar o cargo foi a também contratação de Carlos Alberto Parreira como coordenador-técnico. Na primeira coletiva de ambos em suas novas funções, em 29 de novembro de 2012, Felipão afirmou que pretendia discutir suas ideias com Parreira e que este colaborasse em todas as principais atribuições do treinador, com a intenção de que a nova Seleção Brasileira seja, justamente, uma combinação dos diferentes estilos de ambos os técnicos. Parreira confirmou seu papel de colaborador, mas deixou claro que a última palavra será sempre a de Luiz Felipe Scolari. Antes da Copa de 2014, Parreira declarou que a seleção estava "com a mão na taça". Após a goleada sofrida por 7–1 na Copa, Parreira admitiu que o resultado foi muito desastroso, mas defendeu o trabalho da comissão técnica. Ele também negou que sua declaração mostrou soberba ou colocou mais pressão na seleção, alegando que é importante ser otimista.

## Vida pessoal
Em 12 de janeiro de 2024, foi revelado que o ex-treinador estava há quatro meses realizando um tratamento quimioterápico para combater um linfoma de Hodgkin. Segundo nota oficial divulgada pela CBF, o tratamento tem funcionado e Parreira segue evoluindo positivamente.

## Outras atividades
Segundo seus admiradores, Parreira (formado em Educação Física) é um estudioso do futebol, tendo conseguido unir teoria e prática. Mas, além do futebol, ele possui grande interesse pela arte. Mais especificamente pela pintura, sendo um grande fã da escola impressionista e pela fotografia. Como ele mesmo diz:
| “ | Como qualquer arte, a pintura na minha vida é algo inato. Sempre gostei muito de desenhar e de fotografias também. | ” |

Parreira também escreveu o livro "Formando Equipes Vencedoras", da Editora Best Seller, em 2006, mas que acabou não fazendo o sucesso esperado. O fracasso de vendas foi atribuído ao insucesso da Seleção Brasileira na Copa do Mundo FIFA de 2006.

## Títulos
Fluminense
- Campeonato Brasileiro: 1970 (como preparador físico) e 1984[36]
- Campeonato Carioca: 1975
- Campeonato Brasileiro - Série C: 1999

Corinthians
- Copa do Brasil: 2002
- Torneio Rio–São Paulo: 2002

Fenerbahçe
- Campeonato Turco: 1995–96

Seleção Brasileira
- Copa do Mundo FIFA: 1970 (como preparador físico) e 1994
- Copa América: 2004
- Copa das Confederações FIFA: 2005 e 2013 (como coordenador técnico)

Seleção do Kuwait
- Copa da Ásia: 1980
- Torneio Pré-Olímpico: 1980
- Copa do Golfo: 1982

Arábia Saudita
- Copa da Ásia: 1988

Africa do Sul
- Copa COSAFA: 2007

### Prêmios individuais
- Melhor Treinador do Mundo pela IFFHS: 2005[37]